# Trois-Fonds
Trois-Fonds è un comune francese di 117 abitanti situato nel dipartimento della Creuse nella regione della Nuova Aquitania.

## Società

### Evoluzione demografica
Abitanti censiti